# Galleria nazionale di Dakar
La Galleria nazionale di Dakar - Galerie nationale d'art (GNA) - è uno spazio espositivo destinato all'arte contemporanea e in particolare alla produzione degli artisti senegalesi. Lo spazio è situato nel centro di Dakar in Senegal. La galleria nazionale appartiene al Ministero della Cultura senegalese che ne garantisce il funzionamento e nomina i suoi direttori.

## Storia
La galleria nazionale è inaugurata dal presidente del Senegal Abdou Diouf il 29 gennaio 1983. La galleria viene inaugurata 8 mesi prima della chiusura del Village des Arts di Dakar.
L'edificio all'interno del quale è collocata la galleria nazionale è di epoca coloniale e prima dell'indipendenza era un magazzino di stoccaggio e vendita.

## Attività
La galleria nasce con il compito di ospitare 2 esposizioni al mese. Tra il 1988 e il 1989 la galleria presenta i saloni nazionali di arti visive organizzati dall'associazione degli artisti senegalesi.
Lo spazio espositivo ospita mostre della Biennale di Dakar e sopra la galleria nazionale si trova il segretariato generale della Biennale di Dakar.